# Конюшків (гміна)
Ґміна Конюшків (пол. Gmina Koniuszków) — колишня  сільська ґміна, що існувала у 1934—1939 роках, у Бродському повіті Тарнопольського воєводства Польської республіки. Центром ґміни було село Конюшків.
1 серпня 1934 року було створено сільську ґміну Конюшків у Бродському повіті. До неї увійшли сільські громади: Берлин, Білявці, Клекотів, Конюшків, Лагодів, Шнирів, Язлівчик.
1939 року на території колишньої сільської ґміни Конюшків утворено Конюшківську сільську раду, з центром в селі Конюшків, а всі громади, що входили до складу колишньої сільської ґміни підпорядковані Конюшківській сільській раді, центр якої до 1978 року перенесли до Язлівчика. 